# Osttimoresisch-syrische Beziehungen
Die osttimoresisch-syrischen Beziehungen beschreiben das zwischenstaatliche Verhältnis von Osttimor und Syrien.

## Geschichte
Osttimor und Syrien haben diplomatische Beziehungen. Zu einem geplanten Besuch osttimoresischer Offizieller 2010/2011 kam es aufgrund der politischen Lage in Syrien nicht.
Die Resolution 2118 des UN-Sicherheitsrates zur Vernichtung von Chemiewaffen in Syrien begrüßte Osttimor 2012. Die Regierung verurteilte jeglichen Einsatz von Massenvernichtungswaffen, unabhängig von wem. Gleichzeitig betonte die Regierung Osttimors ihre Trauer über den Bürgerkrieg in Syrien seit 2011.

## Diplomatie
Die beiden Staaten haben keine Botschaft im anderen Land.
Für Osttimor ist der Botschafter Syriens im indonesischen Jakarta zuständig.
In Syrien vertritt Osttimors Honorarkonsul in Beirut Joseph Issa das südostasiatische Land.

## Wirtschaft
Für 2018 gibt das Statistische Amt Osttimors keine Handelsbeziehungen zwischen Osttimor und Syrien an.